# Élections cantonales de 2004 dans les Hauts-de-Seine
Les élections cantonales ont eu lieu les 21 et 28 mars 2004.
Lors de ces élections, 23 des 45 cantons des Hauts-de-Seine sont renouvelés. Elles ont vu la reconduction de la majorité UMP dirigée par Nicolas Sarkozy, succédant à Charles Pasqua, président RPR du conseil général depuis 1988.

## Résultats à l'échelle du département
Répartition départementale des résultats (2d tour).
- PCF (4,78 %)
- PS (42,76 %)
- UMP (42,26 %)
- UDF (8,58 %)
- DVD (1,63 %)

| Étiquette      | Étiquette                          | Premier tour | Premier tour | Second tour | Second tour | Sièges |
| Étiquette      | Étiquette                          | Voix         | %            | Voix        | %           | Sièges |
| -------------- | ---------------------------------- | ------------ | ------------ | ----------- | ----------- | ------ |
|                | Parti socialiste                   | 66 569       | 23,86        | 86 266      | 42,76       | 4      |
|                | Parti communiste français          | 17 567       | 6,30         | 9 643       | 4,78        | 3      |
|                | Les Verts                          | 14 905       | 5,34         |             |             |        |
|                | Extrême gauche                     | 7 733        | 2,77         |             |             |        |
|                | Divers gauche                      | 5 272        | 1,89         |             |             |        |
|                | Parti radical de gauche            | 1 684        | 0,60         |             |             |        |
| Gauche         | Gauche                             | 113 730      | 40,76        | 95 909      | 47,54       | 7      |
|                |                                    |              |              |             |             |        |
|                | Union pour un mouvement populaire  | 82 465       | 29,56        | 85 271      | 42,26       | 12     |
|                | Union pour la démocratie française | 35 410       | 12,69        | 17 303      | 8,58        | 3      |
|                | Front national                     | 22 658       | 8,12         |             |             |        |
|                | Divers droite                      | 21 849       | 7,83         | 3 284       | 1,63        | 1      |
|                | Extrême droite                     | 857          | 0,31         |             |             |        |
| Droite         | Droite                             | 163 239      | 58,51        | 105 858     | 52,47       | 16     |
|                |                                    |              |              |             |             |        |
|                | Divers                             | 1 408        | 0,50         |             |             |        |
|                | Écologistes divers                 | 607          | 0,22         |             |             |        |
|                |                                    |              |              |             |             |        |
| Inscrits       | Inscrits                           | 443 576      | 100,00       | 317 015     | 100,00      |        |
| Abstention     | Abstention                         | 157 399      | 35,48        | 102 983     | 32,49       |        |
| Votants        | Votants                            | 286 177      | 64,52        | 214 032     | 67,51       |        |
| Blancs et nuls | Blancs et nuls                     | 7 193        | 2,51         | 12 265      | 5,73        |        |
| Exprimés       | Exprimés                           | 278 984      | 97,49        | 201 767     | 94,27       |        |

## Résultats par canton

### Canton d'Asnières-sur-Seine-Nord
| Candidats      | Candidats          | Étiquette      | Premier tour | Premier tour | Second tour | Second tour |
| Candidats      | Candidats          | Étiquette      | Voix         | %            | Voix        | %           |
| -------------- | ------------------ | -------------- | ------------ | ------------ | ----------- | ----------- |
|                | Patricia Chavinier | UMP            | 4 131        | 33,85        | 6 735       | 54,48       |
|                | Dominique Riera*   | PS             | 3 161        | 25,90        | 5 628       | 45,52       |
|                | Laurent Salles     | FN             | 1 161        | 9,51         |             |             |
|                | Josiane Fischer    | DVD            | 938          | 7,69         |             |             |
|                | Marie-Aimée Penet  | UDF            | 818          | 6,70         |             |             |
|                | Mohamed Bentebra   | DVD            | 618          | 5,06         |             |             |
|                | Yves Gaillard      | EXG            | 419          | 3,43         |             |             |
|                | William Burias     | PCF            | 357          | 2,93         |             |             |
|                | Hubert Massol      | EXD            | 278          | 2,28         |             |             |
|                | Arnaud Lepors      | DVG            | 192          | 1,57         |             |             |
|                | Michel Mengwang    | PRG            | 132          | 1,08         |             |             |
|                |                    |                |              |              |             |             |
| Inscrits       | Inscrits           | Inscrits       | 20 065       | 100,00       | 20 065      | 100,00      |
| Abstention     | Abstention         | Abstention     | 7 473        | 37,24        | 6 965       | 34,71       |
| Votants        | Votants            | Votants        | 12 592       | 62,76        | 13 100      | 65,29       |
| Blancs et nuls | Blancs et nuls     | Blancs et nuls | 387          | 3,07         | 737         | 5,63        |
| Exprimés       | Exprimés           | Exprimés       | 12 205       | 96,93        | 12 363      | 94,37       |

*sortant

### Canton de Boulogne-Billancourt-Nord-Ouest
| Candidats      | Candidats          | Étiquette      | Premier tour | Premier tour | Second tour | Second tour |
| Candidats      | Candidats          | Étiquette      | Voix         | %            | Voix        | %           |
| -------------- | ------------------ | -------------- | ------------ | ------------ | ----------- | ----------- |
|                | Thierry Solère     | UMP            | 4 578        | 37,60        | 8 202       | 66,02       |
|                | Henri Ricard       | DVD            | 3 019        | 24,80        | Retrait     | Retrait     |
|                | Marc Fusina        | PS             | 2 373        | 19,49        | 4 221       | 33,98       |
|                | Éric du Reau       | FN             | 890          | 7,31         |             |             |
|                | Alain Mathioudakis | Verts          | 796          | 6,54         |             |             |
|                | Isabelle Goitia    | PCF            | 272          | 2,23         |             |             |
|                | Hélène Janisset    | EXG            | 164          | 1,35         |             |             |
|                | Nadège Marie       | EXG            | 82           | 0,67         |             |             |
|                |                    |                |              |              |             |             |
| Inscrits       | Inscrits           | Inscrits       | 20 210       | 100,00       | 20 209      | 100,00      |
| Abstention     | Abstention         | Abstention     | 7 797        | 38,58        | 7 209       | 35,67       |
| Votants        | Votants            | Votants        | 12 413       | 61,42        | 13 000      | 64,33       |
| Blancs et nuls | Blancs et nuls     | Blancs et nuls | 239          | 1,93         | 577         | 4,44        |
| Exprimés       | Exprimés           | Exprimés       | 12 174       | 98,07        | 12 423      | 95,56       |

### Canton de Bourg-la-Reine
| Candidats      | Candidats           | Étiquette      | Premier tour | Premier tour | Second tour | Second tour |
| Candidats      | Candidats           | Étiquette      | Voix         | %            | Voix        | %           |
| -------------- | ------------------- | -------------- | ------------ | ------------ | ----------- | ----------- |
|                | Patrick Devedjian   | UMP            | 4 119        | 29,45        | 7 368       | 51,37       |
|                | Denis Peschanski    | PS             | 3 828        | 27,37        | 6 975       | 48,63       |
|                | Jean-Noël Chevreau* | UDF            | 2 926        | 20,92        | Retrait     | Retrait     |
|                | Denis Delrieu       | Verts          | 905          | 6,47         |             |             |
|                | Georges Le Hot      | FN             | 785          | 5,61         |             |             |
|                | Pierre Rufat        | PRG            | 507          | 3,62         |             |             |
|                | Denise Lavenu       | PCF            | 397          | 2,84         |             |             |
|                | Jean-Pierre Lettron | DVG            | 295          | 2,11         |             |             |
|                | Françoise Desblancs | EXG            | 179          | 1,28         |             |             |
|                | Dominique Teixeira  | EXG            | 46           | 0,33         |             |             |
|                |                     |                |              |              |             |             |
| Inscrits       | Inscrits            | Inscrits       | 20 724       | 100,00       | 20 750      | 100,00      |
| Abstention     | Abstention          | Abstention     | 6 495        | 31,34        | 5 833       | 28,11       |
| Votants        | Votants             | Votants        | 14 229       | 68,66        | 14 917      | 71,89       |
| Blancs et nuls | Blancs et nuls      | Blancs et nuls | 242          | 1,70         | 574         | 3,85        |
| Exprimés       | Exprimés            | Exprimés       | 13 987       | 98,30        | 14 343      | 96,15       |

*sortant

### Canton de Châtenay-Malabry
| Candidats      | Candidats           | Étiquette      | Premier tour | Premier tour | Second tour | Second tour |
| Candidats      | Candidats           | Étiquette      | Voix         | %            | Voix        | %           |
| -------------- | ------------------- | -------------- | ------------ | ------------ | ----------- | ----------- |
|                | Jean-Louis Sicart   | UMP            | 3 263        | 35,11        | 4 787       | 49,54       |
|                | Michèle Canet*      | PS             | 2 700        | 29,05        | 4 876       | 50,46       |
|                | Geneviève Colomer   | DVG            | 838          | 9,02         |             |             |
|                | Marie-Georges Razel | FN             | 751          | 8,08         |             |             |
|                | Gérard Rolland      | DVD            | 704          | 7,58         |             |             |
|                | Dominique Cardot    | PCF            | 649          | 6,98         |             |             |
|                | Laurence Viguie     | EXG            | 260          | 2,80         |             |             |
|                | Aimée Gourdol       | DVG            | 128          | 1,38         |             |             |
|                |                     |                |              |              |             |             |
| Inscrits       | Inscrits            | Inscrits       | 14 077       | 100,00       | 14 080      | 100,00      |
| Abstention     | Abstention          | Abstention     | 4 547        | 32,30        | 4 061       | 28,84       |
| Votants        | Votants             | Votants        | 9 530        | 67,70        | 10 019      | 71,16       |
| Blancs et nuls | Blancs et nuls      | Blancs et nuls | 237          | 2,49         | 356         | 3,55        |
| Exprimés       | Exprimés            | Exprimés       | 9 293        | 97,51        | 9 663       | 96,45       |

*sortant

### Canton de Châtillon
| Candidats      | Candidats           | Étiquette      | Premier tour | Premier tour | Second tour | Second tour |
| Candidats      | Candidats           | Étiquette      | Voix         | %            | Voix        | %           |
| -------------- | ------------------- | -------------- | ------------ | ------------ | ----------- | ----------- |
|                | Jean-Paul Boulet    | UMP            | 3 732        | 30,92        | 5 910       | 47,28       |
|                | Martine Gouriet     | PS             | 3 239        | 26,84        | 6 590       | 52,72       |
|                | Jerome Desquilbet   | Verts          | 1 772        | 14,68        |             |             |
|                | Jackie Boulay       | UDF            | 1 210        | 10,03        |             |             |
|                | Jean-Pierre Schmitt | FN             | 994          | 8,24         |             |             |
|                | Jocelyne Le Metayer | PCF            | 694          | 5,75         |             |             |
|                | Richard Percevault  | EXG            | 292          | 2,42         |             |             |
|                | Pascal Olivier      | DVG            | 135          | 1,12         |             |             |
|                |                     |                |              |              |             |             |
| Inscrits       | Inscrits            | Inscrits       | 18 704       | 100,00       | 18 705      | 100,00      |
| Abstention     | Abstention          | Abstention     | 6 339        | 33,89        | 5 735       | 30,66       |
| Votants        | Votants             | Votants        | 12 365       | 66,11        | 12 970      | 69,34       |
| Blancs et nuls | Blancs et nuls      | Blancs et nuls | 297          | 2,40         | 470         | 3,62        |
| Exprimés       | Exprimés            | Exprimés       | 12 068       | 97,60        | 12 500      | 96,38       |

### Canton de Chaville
| Candidats      | Candidats              | Étiquette      | Premier tour | Premier tour | Second tour | Second tour |
| Candidats      | Candidats              | Étiquette      | Voix         | %            | Voix        | %           |
| -------------- | ---------------------- | -------------- | ------------ | ------------ | ----------- | ----------- |
|                | Jean-Jacques Guillet   | UMP            | 4 973        | 29,50        | 10 148      | 59,97       |
|                | Denis Badré*           | UDF            | 4 300        | 25,51        | Retrait     | Retrait     |
|                | Bruno Lemoine          | PS             | 3 596        | 21,33        | 6 773       | 40,03       |
|                | Axel Loustau           | FN             | 1 346        | 7,99         |             |             |
|                | Brigitte Basset-Thoury | Verts          | 1 015        | 6,02         |             |             |
|                | Thierry Besancon       | PRG            | 859          | 5,10         |             |             |
|                | Annie Gouesmel         | PCF            | 384          | 2,28         |             |             |
|                | Francis Lucet          | EXG            | 210          | 1,25         |             |             |
|                | Georges Roche          | EXG            | 172          | 1,02         |             |             |
|                |                        |                |              |              |             |             |
| Inscrits       | Inscrits               | Inscrits       | 26 118       | 100,00       | 26 120      | 100,00      |
| Abstention     | Abstention             | Abstention     | 8 895        | 34,06        | 8 317       | 31,84       |
| Votants        | Votants                | Votants        | 17 223       | 65,94        | 17 803      | 68,16       |
| Blancs et nuls | Blancs et nuls         | Blancs et nuls | 368          | 2,14         | 882         | 4,95        |
| Exprimés       | Exprimés               | Exprimés       | 16 855       | 97,86        | 16 921      | 95,05       |

*sortant

### Canton de Colombes-Nord-Ouest
| Candidats      | Candidats         | Étiquette      | Premier tour | Premier tour | Second tour | Second tour |
| Candidats      | Candidats         | Étiquette      | Voix         | %            | Voix        | %           |
| -------------- | ----------------- | -------------- | ------------ | ------------ | ----------- | ----------- |
|                | Philippe Sarre    | PS             | 2 326        | 32,46        | 4 887       | 66,47       |
|                | Bernard Destrem   | PCF            | 1 547        | 21,59        | Retrait     | Retrait     |
|                | Cécile Barthe     | UMP            | 1 498        | 20,91        | 2 465       | 33,53       |
|                | Christian Fere    | FN             | 624          | 8,71         |             |             |
|                | Michel Mome       | UDF            | 428          | 5,97         |             |             |
|                | Philippe Charlot  | EXG            | 251          | 3,50         |             |             |
|                | Emmanuel Barbot   | ECO            | 216          | 3,01         |             |             |
|                | Annie Huc         | EXG            | 169          | 2,36         |             |             |
|                | Robert Veyrier    | EXG            | 63           | 0,88         |             |             |
|                | Dominique Guillot | EXG            | 43           | 0,60         |             |             |
|                |                   |                |              |              |             |             |
| Inscrits       | Inscrits          | Inscrits       | 11 498       | 100,00       | 11 497      | 100,00      |
| Abstention     | Abstention        | Abstention     | 4 157        | 36,15        | 3 861       | 33,58       |
| Votants        | Votants           | Votants        | 7 341        | 63,85        | 7 636       | 66,42       |
| Blancs et nuls | Blancs et nuls    | Blancs et nuls | 176          | 2,40         | 284         | 3,72        |
| Exprimés       | Exprimés          | Exprimés       | 7 165        | 97,60        | 7 352       | 96,28       |

### Canton de Courbevoie-Sud
| Candidats      | Candidats           | Étiquette      | Premier tour | Premier tour | Second tour | Second tour |
| Candidats      | Candidats           | Étiquette      | Voix         | %            | Voix        | %           |
| -------------- | ------------------- | -------------- | ------------ | ------------ | ----------- | ----------- |
|                | Yolande Deshayes*   | UMP            | 7 091        | 47,66        | 9 078       | 58,68       |
|                | Jean-André Lasserre | PS             | 3 658        | 24,59        | 6 393       | 41,32       |
|                | Joëlle Paris        | Verts          | 1 434        | 9,64         |             |             |
|                | Rémi Carillon       | FN             | 1 318        | 8,86         |             |             |
|                | Mohamed El Marbati  | EXG            | 397          | 2,67         |             |             |
|                | Christian Perez     | EXD            | 342          | 2,30         |             |             |
|                | Christian Mimiague  | PCF            | 339          | 2,28         |             |             |
|                | Jean-Luc Pujo       | DVG            | 298          | 2,00         |             |             |
|                |                     |                |              |              |             |             |
| Inscrits       | Inscrits            | Inscrits       | 23 866       | 100,00       | 23 868      | 100,00      |
| Abstention     | Abstention          | Abstention     | 8 566        | 35,89        | 7 874       | 32,99       |
| Votants        | Votants             | Votants        | 15 300       | 64,11        | 15 994      | 67,01       |
| Blancs et nuls | Blancs et nuls      | Blancs et nuls | 423          | 2,76         | 523         | 3,27        |
| Exprimés       | Exprimés            | Exprimés       | 14 877       | 97,24        | 15 471      | 96,73       |

*sortant

### Canton de Gennevilliers-Nord
| Candidats      | Candidats              | Étiquette      | Premier tour | Premier tour |
| Candidats      | Candidats              | Étiquette      | Voix         | %            |
| -------------- | ---------------------- | -------------- | ------------ | ------------ |
|                | Jacques Bourgoin*      | PCF            | 3 250        | 55,81        |
|                | Argentine Venchiarutti | FN             | 670          | 11,51        |
|                | Marie-Claire Gault     | PS             | 503          | 8,64         |
|                | Corinne Fehr           | UMP            | 389          | 6,68         |
|                | Véronique Desmettre    | UDF            | 295          | 5,07         |
|                | Taoufik Halem          | EXG            | 287          | 4,93         |
|                | Anna Schwarzkopf       | Verts          | 177          | 3,04         |
|                | Michel Breton          | EXG            | 115          | 1,97         |
|                | Marcel Battung         | EXG            | 52           | 0,89         |
|                | Carole Tanqueray       | DVG            | 47           | 0,81         |
|                | Jean Grimal            | EXG            | 38           | 0,65         |
|                |                        |                |              |              |
| Inscrits       | Inscrits               | Inscrits       | 9 910        | 100,00       |
| Abstention     | Abstention             | Abstention     | 3 945        | 39,81        |
| Votants        | Votants                | Votants        | 5 965        | 60,19        |
| Blancs et nuls | Blancs et nuls         | Blancs et nuls | 142          | 2,38         |
| Exprimés       | Exprimés               | Exprimés       | 5 823        | 97,62        |

*sortant

### Canton d'Issy-les-Moulineaux-Est
| Candidats      | Candidats              | Étiquette      | Premier tour | Premier tour | Second tour | Second tour |
| Candidats      | Candidats              | Étiquette      | Voix         | %            | Voix        | %           |
| -------------- | ---------------------- | -------------- | ------------ | ------------ | ----------- | ----------- |
|                | Paul Subrini*          | UMP            | 5 810        | 49,71        | 6 666       | 57,31       |
|                | Joseph Dion            | PS             | 3 146        | 26,92        | 4 965       | 42,69       |
|                | Didier Hervo           | Verts          | 1 128        | 9,65         |             |             |
|                | Eugène Terret          | FN             | 866          | 7,41         |             |             |
|                | Isabelle Codina        | PCF            | 446          | 3,82         |             |             |
|                | Guy Belier             | EXG            | 209          | 1,79         |             |             |
|                | Annie Scaniglia-Kermin | EXG            | 83           | 0,71         |             |             |
|                |                        |                |              |              |             |             |
| Inscrits       | Inscrits               | Inscrits       | 17 166       | 100,00       | 17 166      | 100,00      |
| Abstention     | Abstention             | Abstention     | 5 196        | 30,27        | 5 064       | 29,50       |
| Votants        | Votants                | Votants        | 11 970       | 69,73        | 12 102      | 70,50       |
| Blancs et nuls | Blancs et nuls         | Blancs et nuls | 282          | 2,36         | 471         | 3,89        |
| Exprimés       | Exprimés               | Exprimés       | 11 688       | 97,64        | 11 631      | 96,11       |

*sortant

### Canton de La Garenne-Colombes
| Candidats      | Candidats         | Étiquette      | Premier tour | Premier tour |
| Candidats      | Candidats         | Étiquette      | Voix         | %            |
| -------------- | ----------------- | -------------- | ------------ | ------------ |
|                | Philippe Juvin    | UMP            | 5 516        | 56,78        |
|                | Christophe Mace   | PS             | 1 921        | 19,78        |
|                | Nicole Le Corre   | FN             | 794          | 8,17         |
|                | Louis Boulad      | UDF            | 536          | 5,52         |
|                | Jean-Marc Denjean | Verts          | 502          | 5,17         |
|                | Béatrice Galicier | PCF            | 279          | 2,87         |
|                | Roland Hautin     | EXG            | 166          | 1,71         |
|                |                   |                |              |              |
| Inscrits       | Inscrits          | Inscrits       | 15 181       | 100,00       |
| Abstention     | Abstention        | Abstention     | 5 256        | 34,62        |
| Votants        | Votants           | Votants        | 9 925        | 65,38        |
| Blancs et nuls | Blancs et nuls    | Blancs et nuls | 211          | 2,13         |
| Exprimés       | Exprimés          | Exprimés       | 9 714        | 97,87        |

### Canton de Levallois-Perret-Nord
| Candidats      | Candidats         | Étiquette      | Premier tour | Premier tour | Second tour | Second tour |
| Candidats      | Candidats         | Étiquette      | Voix         | %            | Voix        | %           |
| -------------- | ----------------- | -------------- | ------------ | ------------ | ----------- | ----------- |
|                | Isabelle Balkany  | UMP            | 4 701        | 33,09        | 7 333       | 50,62       |
|                | Thierry David*    | PS             | 3 481        | 24,50        | 7 153       | 49,38       |
|                | Philippe Jeancard | UDF            | 1 374        | 9,67         |             |             |
|                | Alain Gallais     | FN             | 1 288        | 9,07         |             |             |
|                | Dominique Cloarec | Verts          | 827          | 5,82         |             |             |
|                | Arnaud Cariot     | DVD            | 711          | 5,00         |             |             |
|                | Annie Mandois     | PCF            | 586          | 4,12         |             |             |
|                | Philippe Aragon   | DVD            | 355          | 2,50         |             |             |
|                | Aissa Terchi      | DVG            | 218          | 1,53         |             |             |
|                | Gerald Goudal     | EXG            | 214          | 1,51         |             |             |
|                | Fawzi Benabdallah | PRG            | 186          | 1,31         |             |             |
|                | Mathieu Tomassi   | DVD            | 144          | 1,01         |             |             |
|                | Pierre Iwanoff    | EXG            | 123          | 0,87         |             |             |
|                |                   |                |              |              |             |             |
| Inscrits       | Inscrits          | Inscrits       | 23 567       | 100,00       | 23 567      | 100,00      |
| Abstention     | Abstention        | Abstention     | 8 889        | 37,72        | 8 066       | 34,23       |
| Votants        | Votants           | Votants        | 14 678       | 62,28        | 15 501      | 65,77       |
| Blancs et nuls | Blancs et nuls    | Blancs et nuls | 470          | 3,20         | 1 015       | 6,55        |
| Exprimés       | Exprimés          | Exprimés       | 14 208       | 96,80        | 14 486      | 93,45       |

*sortant

### Canton de Meudon
| Candidats      | Candidats           | Étiquette      | Premier tour | Premier tour |
| Candidats      | Candidats           | Étiquette      | Voix         | %            |
| -------------- | ------------------- | -------------- | ------------ | ------------ |
|                | Hervé Marseille     | UDF            | 7 936        | 52,14        |
|                | Marc Mosse          | PS             | 3 491        | 22,94        |
|                | Gérard Le Marec     | FN             | 1 173        | 7,71         |
|                | Jean Borsenberger   | Verts          | 1 016        | 6,67         |
|                | Marie-Pierre Zuber  | DVG            | 799          | 5,25         |
|                | Georges Pivot-Pajot | PCF            | 483          | 3,17         |
|                | Rosine Lewi         | EXG            | 323          | 2,12         |
|                |                     |                |              |              |
| Inscrits       | Inscrits            | Inscrits       | 24 326       | 100,00       |
| Abstention     | Abstention          | Abstention     | 8 797        | 36,16        |
| Votants        | Votants             | Votants        | 15 529       | 63,84        |
| Blancs et nuls | Blancs et nuls      | Blancs et nuls | 308          | 1,98         |
| Exprimés       | Exprimés            | Exprimés       | 15 221       | 98,02        |

### Canton de Montrouge
| Candidats      | Candidats              | Étiquette      | Premier tour | Premier tour | Second tour | Second tour |
| Candidats      | Candidats              | Étiquette      | Voix         | %            | Voix        | %           |
| -------------- | ---------------------- | -------------- | ------------ | ------------ | ----------- | ----------- |
|                | Jean-Loup Metton       | UMP            | 6 976        | 46,40        | 8 272       | 53,27       |
|                | Wilfried Vincent*      | PS             | 5 239        | 34,85        | 7 256       | 46,73       |
|                | Raoul Raketitch        | FN             | 892          | 5,93         |             |             |
|                | Patrick Robineau       | PCF            | 844          | 5,61         |             |             |
|                | David Fontaine         | EXG            | 459          | 3,05         |             |             |
|                | Marie-Thérèse Galateau | EXD            | 237          | 1,58         |             |             |
|                | Sayah Sayah            | DVG            | 230          | 1,53         |             |             |
|                | Jean-Michel Rouve      | EXG            | 158          | 1,05         |             |             |
|                |                        |                |              |              |             |             |
| Inscrits       | Inscrits               | Inscrits       | 23 409       | 100,00       | 23 409      | 100,00      |
| Abstention     | Abstention             | Abstention     | 7 970        | 34,05        | 7 420       | 31,70       |
| Votants        | Votants                | Votants        | 15 439       | 65,95        | 15 989      | 68,30       |
| Blancs et nuls | Blancs et nuls         | Blancs et nuls | 404          | 2,62         | 461         | 2,88        |
| Exprimés       | Exprimés               | Exprimés       | 15 035       | 97,38        | 15 528      | 97,12       |

*sortant

### Canton de Nanterre-Sud-Est
| Candidats      | Candidats            | Étiquette      | Premier tour | Premier tour | Second tour | Second tour |
| Candidats      | Candidats            | Étiquette      | Voix         | %            | Voix        | %           |
| -------------- | -------------------- | -------------- | ------------ | ------------ | ----------- | ----------- |
|                | Nadine Garcia*       | PCF            | 1 723        | 36,85        | 3 689       | 100,00      |
|                | Lucien Batard        | PS             | 888          | 18,99        | Retrait     | Retrait     |
|                | Paul Tyan            | UMP            | 586          | 12,53        |             |             |
|                | Jérôme Foucault      | FN             | 418          | 8,94         |             |             |
|                | Marie-Noëlle Papouin | UDF            | 313          | 6,69         |             |             |
|                | Faouzia Ghorab       | SE             | 180          | 3,85         |             |             |
|                | Pascal Viaud         | DVD            | 137          | 2,93         |             |             |
|                | Élise Paulet         | ECO            | 119          | 2,54         |             |             |
|                | Laurent Strumanne    | EXG            | 116          | 2,48         |             |             |
|                | Djamel Atallah       | DVG            | 101          | 2,16         |             |             |
|                | Touati Ferhat        | DVG            | 54           | 1,15         |             |             |
|                | Michel Allain        | EXG            | 41           | 0,88         |             |             |
|                |                      |                |              |              |             |             |
| Inscrits       | Inscrits             | Inscrits       | 8 623        | 100,00       | 8 623       | 100,00      |
| Abstention     | Abstention           | Abstention     | 3 806        | 44,14        | 3 796       | 44,02       |
| Votants        | Votants              | Votants        | 4 817        | 55,86        | 4 827       | 55,98       |
| Blancs et nuls | Blancs et nuls       | Blancs et nuls | 141          | 2,93         | 1 138       | 23,58       |
| Exprimés       | Exprimés             | Exprimés       | 4 676        | 97,07        | 3 689       | 76,42       |

*sortant

### Canton de Nanterre-Sud-Ouest
| Candidats      | Candidats           | Étiquette      | Premier tour | Premier tour | Second tour | Second tour |
| Candidats      | Candidats           | Étiquette      | Voix         | %            | Voix        | %           |
| -------------- | ------------------- | -------------- | ------------ | ------------ | ----------- | ----------- |
|                | Marie-Claude Garel  | PCF            | 2 183        | 25,12        | 5 954       | 100,00      |
|                | Estelle Le Touze    | Verts          | 1 503        | 17,29        | Retrait     | Retrait     |
|                | Pierre Creuzet      | UDF            | 1 377        | 15,84        |             |             |
|                | Jean-Michel Lehaire | FN             | 995          | 11,45        |             |             |
|                | Annie Degenne       | UMP            | 915          | 10,53        |             |             |
|                | Jacqueline Bage     | DVG            | 659          | 7,58         |             |             |
|                | Nathalie Koubbi     | DVD            | 420          | 4,83         |             |             |
|                | Andre Cassou        | DVG            | 266          | 3,06         |             |             |
|                | Maryvonne Geslain   | EXG            | 260          | 2,99         |             |             |
|                | André Bouquet       | EXG            | 114          | 1,31         |             |             |
|                |                     |                |              |              |             |             |
| Inscrits       | Inscrits            | Inscrits       | 14 856       | 100,00       | 14 856      | 100,00      |
| Abstention     | Abstention          | Abstention     | 5 885        | 39,61        | 5 937       | 39,96       |
| Votants        | Votants             | Votants        | 8 971        | 60,39        | 8 919       | 60,04       |
| Blancs et nuls | Blancs et nuls      | Blancs et nuls | 279          | 3,11         | 2 965       | 33,24       |
| Exprimés       | Exprimés            | Exprimés       | 8 692        | 96,89        | 5 954       | 66,76       |

### Canton de Neuilly-sur-Seine-Nord
| Candidats      | Candidats          | Étiquette      | Premier tour | Premier tour |
| Candidats      | Candidats          | Étiquette      | Voix         | %            |
| -------------- | ------------------ | -------------- | ------------ | ------------ |
|                | Nicolas Sarkozy    | UMP            | 9 590        | 79,44        |
|                | Étienne Kling      | PS             | 934          | 7,74         |
|                | Pierre Ballero     | FN             | 829          | 6,87         |
|                | Stéphanie Rebato   | Verts          | 557          | 4,61         |
|                | François Delobelle | EXG            | 88           | 0,73         |
|                | René Brune         | PCF            | 74           | 0,61         |
|                |                    |                |              |              |
| Inscrits       | Inscrits           | Inscrits       | 19 780       | 100,00       |
| Abstention     | Abstention         | Abstention     | 7 512        | 37,98        |
| Votants        | Votants            | Votants        | 12 268       | 62,02        |
| Blancs et nuls | Blancs et nuls     | Blancs et nuls | 196          | 1,60         |
| Exprimés       | Exprimés           | Exprimés       | 12 072       | 98,40        |

### Canton du Plessis-Robinson
| Candidats      | Candidats         | Étiquette      | Premier tour | Premier tour | Second tour | Second tour |
| Candidats      | Candidats         | Étiquette      | Voix         | %            | Voix        | %           |
| -------------- | ----------------- | -------------- | ------------ | ------------ | ----------- | ----------- |
|                | Jacques Perrin*   | UMP            | 6 344        | 40,72        | 8 307       | 50,71       |
|                | Benoit Marquaille | PS             | 4 593        | 29,48        | 8 074       | 49,29       |
|                | Alain Le Berre    | FN             | 1 552        | 9,96         |             |             |
|                | Christophe Leroy  | PCF            | 1 148        | 7,37         |             |             |
|                | Lionel Wartelle   | Verts          | 957          | 6,14         |             |             |
|                | Christian Hamon   | EXG            | 431          | 2,77         |             |             |
|                | Laurent Weber     | EXG            | 284          | 1,82         |             |             |
|                | Monique Lecante   | ECO            | 272          | 1,75         |             |             |
|                |                   |                |              |              |             |             |
| Inscrits       | Inscrits          | Inscrits       | 25 571       | 100,00       | 25 611      | 100,00      |
| Abstention     | Abstention        | Abstention     | 9 532        | 37,28        | 8 598       | 33,57       |
| Votants        | Votants           | Votants        | 16 039       | 62,72        | 17 013      | 66,43       |
| Blancs et nuls | Blancs et nuls    | Blancs et nuls | 458          | 2,86         | 632         | 3,71        |
| Exprimés       | Exprimés          | Exprimés       | 15 581       | 97,14        | 16 381      | 96,29       |

*sortant

### Canton de Puteaux
| Candidats      | Candidats                | Étiquette      | Premier tour | Premier tour |
| Candidats      | Candidats                | Étiquette      | Voix         | %            |
| -------------- | ------------------------ | -------------- | ------------ | ------------ |
|                | Charles Ceccaldi-Raynaud | UMP            | 8 253        | 50,52        |
|                | Nadine Jeanne            | PS             | 3 742        | 22,91        |
|                | Bruno Ligonie            | FN             | 1 393        | 8,53         |
|                | Pierre Aubry             | DVD            | 1 291        | 7,90         |
|                | Brigitte Cassigneul      | Verts          | 877          | 5,37         |
|                | Annick Herbin            | PCF            | 372          | 2,28         |
|                | Delissia Soustiel        | EXG            | 244          | 1,49         |
|                | Christian Renard         | EXG            | 137          | 0,84         |
|                | Philippe Hoareau         | DVG            | 27           | 0,17         |
|                |                          |                |              |              |
| Inscrits       | Inscrits                 | Inscrits       | 23 723       | 100,00       |
| Abstention     | Abstention               | Abstention     | 6 795        | 28,64        |
| Votants        | Votants                  | Votants        | 16 928       | 71,36        |
| Blancs et nuls | Blancs et nuls           | Blancs et nuls | 592          | 3,50         |
| Exprimés       | Exprimés                 | Exprimés       | 16 336       | 96,50        |

### Canton de Rueil-Malmaison
| Candidats      | Candidats          | Étiquette      | Premier tour | Premier tour |
| Candidats      | Candidats          | Étiquette      | Voix         | %            |
| -------------- | ------------------ | -------------- | ------------ | ------------ |
|                | Jean-Claude Caron* | DVD            | 10 696       | 55,15        |
|                | Bertrand Rocheron  | PS             | 5 309        | 27,37        |
|                | Jeannine Naert     | FN             | 1 620        | 8,35         |
|                | Marc Becquey       | PCF            | 742          | 3,83         |
|                | François Mauguen   | EXG            | 530          | 2,73         |
|                | Patrick Indjian    | DVG            | 499          | 2,57         |
|                |                    |                |              |              |
| Inscrits       | Inscrits           | Inscrits       | 33 719       | 100,00       |
| Abstention     | Abstention         | Abstention     | 13 710       | 40,66        |
| Votants        | Votants            | Votants        | 20 009       | 59,34        |
| Blancs et nuls | Blancs et nuls     | Blancs et nuls | 613          | 3,06         |
| Exprimés       | Exprimés           | Exprimés       | 19 396       | 96,94        |

*sortant

### Canton de Saint-Cloud
| Candidats      | Candidats           | Étiquette      | Premier tour | Premier tour | Second tour | Second tour |
| Candidats      | Candidats           | Étiquette      | Voix         | %            | Voix        | %           |
| -------------- | ------------------- | -------------- | ------------ | ------------ | ----------- | ----------- |
|                | Odile Fourcade*     | UDF            | 4 760        | 42,64        | 5 544       | 48,05       |
|                | Patrick Thelot      | DVD            | 2 816        | 25,23        | 3 284       | 28,46       |
|                | Jean-Pierre Morbois | PS             | 2 099        | 18,80        | 2 711       | 23,49       |
|                | Christian Marechal  | FN             | 995          | 8,91         |             |             |
|                | Jean-Michel Galano  | PCF            | 192          | 1,72         |             |             |
|                | Jean-Marc Delebarre | DVG            | 157          | 1,41         |             |             |
|                | Christian Brison    | EXG            | 143          | 1,28         |             |             |
|                |                     |                |              |              |             |             |
| Inscrits       | Inscrits            | Inscrits       | 17 319       | 100,00       | 17 324      | 100,00      |
| Abstention     | Abstention          | Abstention     | 5 919        | 34,18        | 5 442       | 31,41       |
| Votants        | Votants             | Votants        | 11 400       | 65,82        | 11 882      | 68,59       |
| Blancs et nuls | Blancs et nuls      | Blancs et nuls | 238          | 2,09         | 343         | 2,89        |
| Exprimés       | Exprimés            | Exprimés       | 11 162       | 97,91        | 11 539      | 97,11       |

*sortant

### Canton de Sceaux
| Candidats      | Candidats            | Étiquette      | Premier tour | Premier tour | Second tour | Second tour |
| Candidats      | Candidats            | Étiquette      | Voix         | %            | Voix        | %           |
| -------------- | -------------------- | -------------- | ------------ | ------------ | ----------- | ----------- |
|                | Philippe Laurent*    | UDF            | 4 788        | 46,56        | 6 298       | 59,94       |
|                | Pascale Quivy-Rachid | PS             | 2 497        | 24,28        | 4 209       | 40,06       |
|                | Michèle Carle        | SE             | 1 228        | 11,94        |             |             |
|                | Dominique Boisgard   | Verts          | 608          | 5,91         |             |             |
|                | François Le Hot      | FN             | 591          | 5,75         |             |             |
|                | Joachim Isidoro      | PCF            | 279          | 2,71         |             |             |
|                | Laurence Rigault     | DVG            | 155          | 1,51         |             |             |
|                | Françoise Marcel     | EXG            | 138          | 1,34         |             |             |
|                |                      |                |              |              |             |             |
| Inscrits       | Inscrits             | Inscrits       | 15 465       | 100,00       | 15 466      | 100,00      |
| Abstention     | Abstention           | Abstention     | 4 948        | 31,99        | 4 514       | 29,19       |
| Votants        | Votants              | Votants        | 10 517       | 68,01        | 10 952      | 70,81       |
| Blancs et nuls | Blancs et nuls       | Blancs et nuls | 233          | 2,22         | 445         | 4,06        |
| Exprimés       | Exprimés             | Exprimés       | 10 284       | 97,78        | 10 507      | 95,94       |

*sortant

### Canton de Vanves
| Candidats      | Candidats           | Étiquette      | Premier tour | Premier tour | Second tour | Second tour |
| Candidats      | Candidats           | Étiquette      | Voix         | %            | Voix        | %           |
| -------------- | ------------------- | -------------- | ------------ | ------------ | ----------- | ----------- |
|                | Bernard Gauducheau* | UDF            | 4 349        | 41,53        | 5 461       | 49,57       |
|                | Guy Janvier         | PS             | 3 845        | 36,72        | 5 555       | 50,43       |
|                | Pierre Toulouse     | Verts          | 831          | 7,94         |             |             |
|                | Sabine Tholey       | FN             | 713          | 6,81         |             |             |
|                | Jean-Pierre Bourely | PCF            | 327          | 3,12         |             |             |
|                | Christian Raoult    | DVG            | 174          | 1,66         |             |             |
|                | Anne-Marie Sade     | EXG            | 162          | 1,55         |             |             |
|                | Éric Allain         | EXG            | 71           | 0,68         |             |             |
|                |                     |                |              |              |             |             |
| Inscrits       | Inscrits            | Inscrits       | 15 699       | 100,00       | 15 699      | 100,00      |
| Abstention     | Abstention          | Abstention     | 4 970        | 31,66        | 4 291       | 27,33       |
| Votants        | Votants             | Votants        | 10 729       | 68,34        | 11 408      | 72,67       |
| Blancs et nuls | Blancs et nuls      | Blancs et nuls | 257          | 2,40         | 392         | 3,44        |
| Exprimés       | Exprimés            | Exprimés       | 10 472       | 97,60        | 11 016      | 96,56       |

*sortant